# Manínska tiesňava

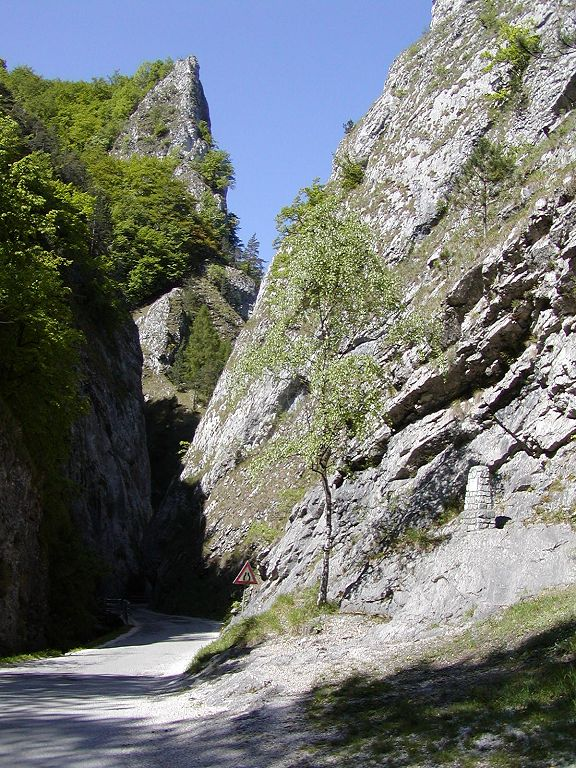
Wąwóz Maniński

Manínska tiesňava (pol. Wąwóz Maniński) – przełomowy odcinek doliny Manińskiego Potoku w Manínskiej vrchovinie na Słowacji. Leży na obszarze katastralnym dawnej wsi Považská Teplá (od 1979 r. w granicach miasta Powaska Bystrzyca).
Epigenetyczny przełom, powstały na skutek wcięcia się Manińskiego Potoku w poprzek masywnej, wapiennej Skały Manińskiej podzielił jej skalne żebro na dwie części: Veľký Manín (891 m) na południu i Malý Manín (812 m) na północy. Tworzą go właściwie dwa mniejsze wąwozy, rozdzielone małą kotlinką. Ściany skalne otaczające wąwóz osiągają miejscami wysokość do 400 m. Stanowią one popularny teren dla wspinaczek skalnych. Oprócz wydatnego źródła, ujętego do celów wodociągowych, u południowo-zachodniego skraju wąwozu wytryska znane w okolicy źródło szczawy żelazistej.
Wąwozem biegnie droga do położonych w górze doliny Manińskiego Potoku wsi Záskalie, Kostolec i Vrchteplá. Ze stromych zboczy na dno wąwozu spadają często zimą lawiny śnieżne, które niejednokrotnie aż na kilka dni odcinają wyżej wymienione wsie od świata. Śnieżne zaspy w zacienionych miejscach zalegają często nawet do maja.
Ze względu na wysoką wartość krajobrazowo-przyrodniczą cały wąwóz jest objęty ochroną w rezerwacie przyrody Manínska tiesňava. Manínsky potok utworzył jeszcze drugi wąwóz o nazwie Kostolecká tiesňava. Na wąwozie tym i stokach otaczających go gór utworzono rezerwat przyrody Kostolecká tiesňava.